# إنسايناس رياليس (قرطبة)
بلدية إنسايناس رياليس (بالإسبانية: Encinas Reales)‏، هي إحدى بلديات مقاطعة قرطبة إحدى مقاطعات إسبانيا، و التي تقع في منطقة الأندلس جنوب إسبانيا.
يبلغ عدد سكانها 2.438 نسمة وفقاً لإحصائية سنة (2007).

## وصلات خارجية
موقع بلدية إنسايناس رياليس على الإنترنت